# Takashachia maculosa
Takashachia maculosa är en fjärilsart som beskrevs av Matsumura 1929. Takashachia maculosa ingår i släktet Takashachia och familjen tofsspinnare. Inga underarter finns listade i Catalogue of Life.